# لیلا کنزله
لیلا کنزله (به انگلیسی: Leila Kenzle) (زاده ۱۶ ژوئیهٔ ۱۹۶۰) بازیگرآمریکایی است.
از فیلم‌های معروف او می‌توان به بازی در فیلم دختران داغ اشاره کرد.